# Deborah Cottrill
Pour les articles homonymes, voir Cottrill.
Deborah Cottrill, née en 1963, est une patineuse artistique britannique, double championne de Grande-Bretagne en 1979 et 1982.

## Biographie

### Carrière sportive
Deborah Cottrill est originaire de Solihull en Angleterre. Elle est montée plusieurs fois sur le podium des championnats britanniques, dont deux fois sur la plus haute marche en 1979 et 1982.
Elle représente son pays à cinq championnats européens (1977 à Helsinki, 1979 à Zagreb, 1980 à Göteborg, 1981 à Innsbruck et 1982 à Lyon) et quatre mondiaux (1979 à Vienne, 1980 à Dortmund, 1981 à Hartford et 1982 à Copenhague).
Elle quitte les compétitions sportives après les mondiaux de 1982.

### Reconversion
Elle déménage au Canada avec son mari et devient entraîneur à North Bay (Ontario).

## Palmarès
| Compétitions principales        | 1975    | 1976    | 1977    | 1978    | 1979    | 1980    | 1981    | 1982    |  |  |  |  |  |  |
| Jeux olympiques d'hiver         |         |         |         |         |         |         |         |         |  |  |  |  |  |  |
| Championnats du monde           |         |         |         |         | 14e     | 9e      | 4e      | 10e     |  |  |  |  |  |  |
| Championnats d’Europe           |         |         | 12e     |         | 9e      | 6e      | 6e      | 4e      |  |  |  |  |  |  |
| Championnats de Grande-Bretagne | 6e      | 3e      | 2e      | 2e      | 1re     | 2e      | 2e      | 1re     |  |  |  |  |  |  |
|                                 |         |         |         |         |         |         |         |         |  |  |  |  |  |  |
| Autre Compétition               | 1974/75 | 1975/76 | 1976/77 | 1977/78 | 1978/79 | 1979/80 | 1980/81 | 1981/82 |  |  |  |  |  |  |
| Skate Canada                    |         |         |         | 8e      |         |         |         |         |  |  |  |  |  |  |
| Trophée Richmond                |         |         |         |         | 4e      |         |         |         |  |  |  |  |  |  |
|                                 |         |         |         |         |         |         |         |         |  |  |  |  |  |  |